# Manoel Viana
Manoel Viana este un oraș în Rio Grande do Sul (RS), Brazilia.